# Paraná (Argentine)
Pour les articles homonymes, voir Paraná.
Paraná est une localité argentine et la capitale du département de Paraná et de la province d'Entre Ríos. Depuis 1934, la ville est le siège d'un archevêché dont le centre est constitué par la cathédrale Notre-Dame-du-Rosaire de Paraná.

## Situation et démographie
Paraná est superbement située sur les hauteurs dominant de 50 mètres environ la rive gauche (orientale) du fleuve dont elle a pris le nom, à 470 km au nord de la capitale Buenos Aires, et à 25 km de la ville voisine de Santa Fe. Elle forme avec cette dernière une quasi conurbation, en grande partie grâce à l'existence d'un tunnel sous-fluvial reliant les deux capitales.
Selon le recensement de début 2001, il y avait 235 931 paranaenses. Selon les données du recensement de l'Indec à la fin de 2010, Paraná comptait 247 863 habitants. Le département de Paraná comptait 339 930 habitants. 

## Histoire

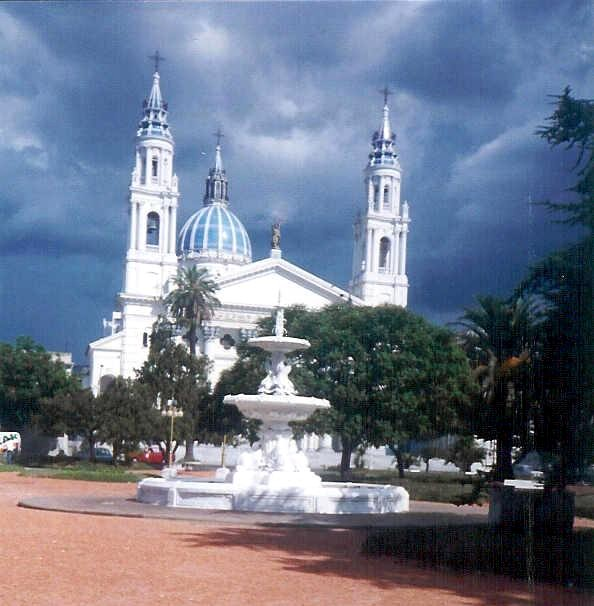
Vue de la Cathédrale depuis la Plaza de Mayo.

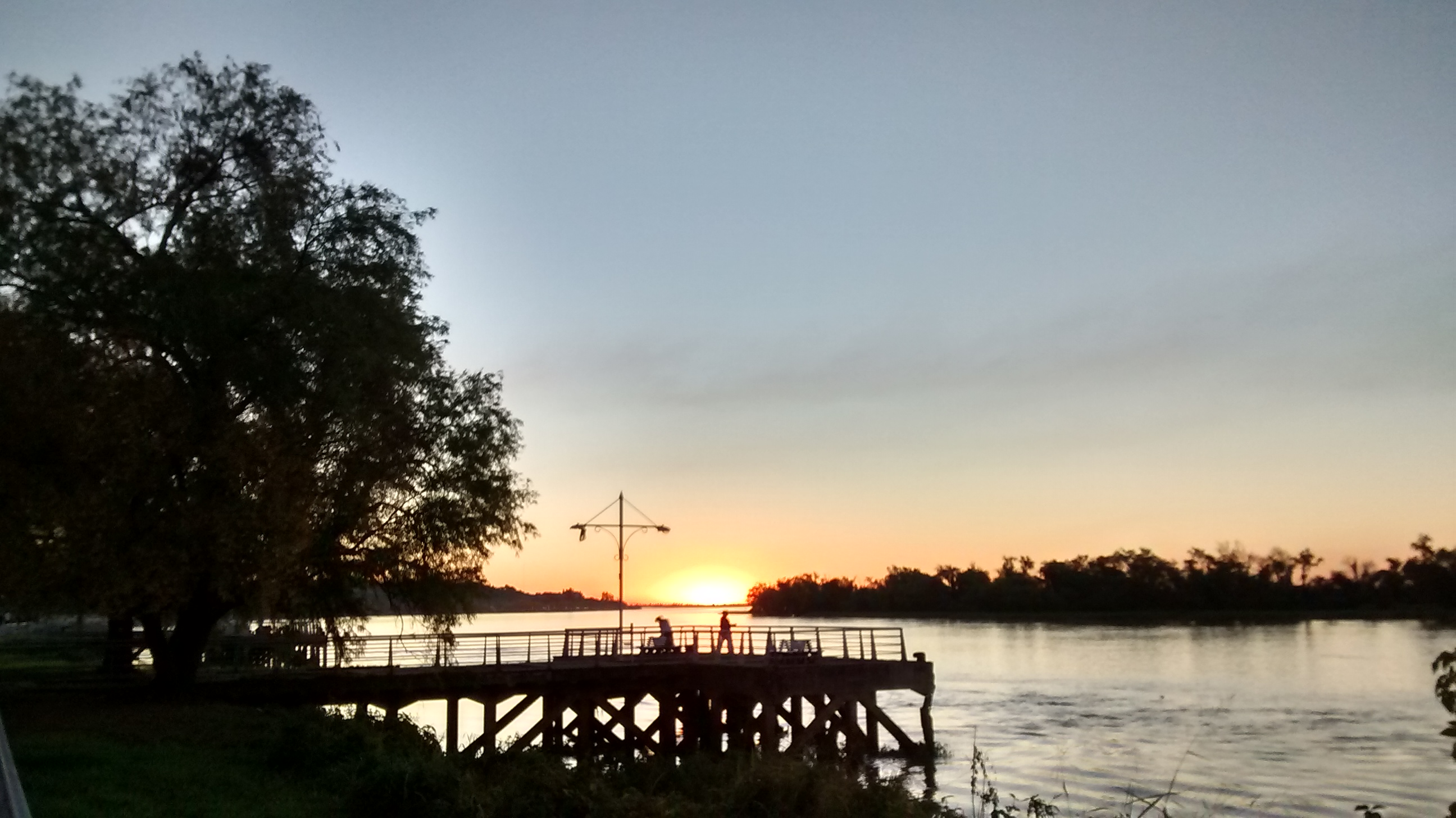
Avenue côtière sur le rio Paraná.

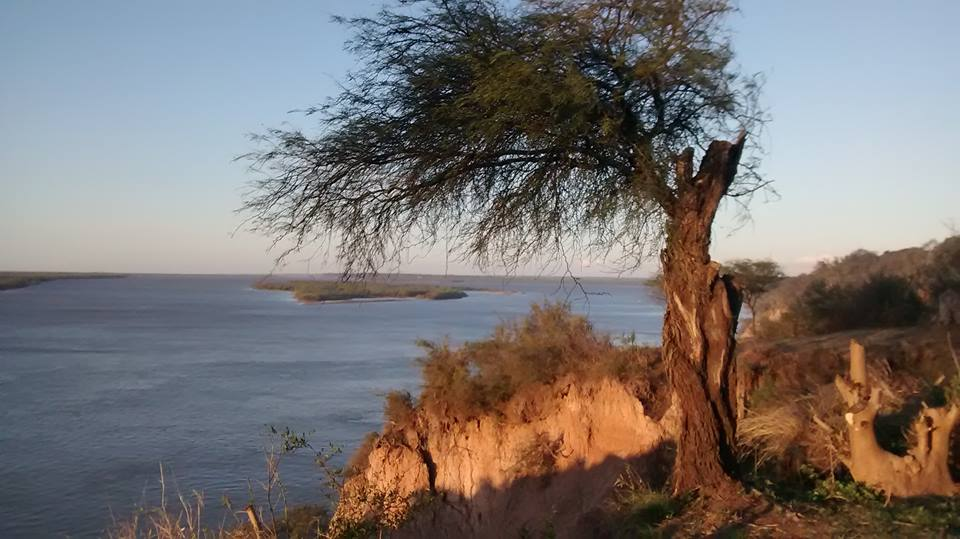
Toma Vieja. Parana.

Son histoire remonte au XVIe siècle, lorsque des habitants de la ville voisine de Santa Fe s'établirent sur l'autre rive du río Paraná. La population augmenta lentement et se développa tant dans la zone riveraine entourant l'ancien débarcadère que dans les campagnes environnantes qui bordaient le Paraná. Il ne s'était passé aucune cérémonie officielle comme c'était la coutume lors de la création d'une ville espagnole. Il n'y eut aucun choix préalable du site et il lui manquait un acte de fondation. Cependant les conditions étaient propices pour le peuplement, car tout autour, il y avait un abondant bétail sauvage, le sol était fertile, l'eau ne manquait pas, ni la laine et avant tout il y régnait une paix relative avec les Indiens. La chapelle fut le centre de l'agglomération, et à la suite de l'accroissement de celle-ci, les autorités religieuses de Buenos Aires la transformèrent en paroisse en 1730. À défaut d'une fondation formelle, cette date est retenue comme début de la chronologie de la cité.
En 1813 elle atteignit la catégorie de villa, et en 1826 le titre de ciudad (ville).
Lors de son tour du monde, Charles Darwin y séjourna en octobre 1833, il appelle alors la ville Santa-Fé Bajada.
Entre 1854 et 1861, Paraná fut capitale de la Confédération argentine. En 1883, elle récupéra le titre de capitale provinciale, qu'elle avait déjà reçu en 1822.

## Curiosités et monuments
La ville possède un mélange d'édifices de plusieurs époques et de différents styles. Son palais municipal de lignes européennes, un des plus beaux du pays, le Théâtre Municipal 3 de Febrero (style éclectique italien), la Casa de Gobierno ou Maison du Gouvernement (renaissance italienne) et l'imposante église Cathédrale (mélange de styles divers depuis le style renaissance jusqu'au baroque sud-américain) sont de très beaux exemples du passé de la cité. Avec les tours modernes qui s'élèvent aux environs du Parque Urquiza (parc Urquiza), de larges avenues et grands boulevards confèrent à Paraná une beauté qui a progressivement converti la ville en pôle touristique. En 2010, la construction d'environ 70 bâtiments a débuté. En 2011, 315 projets de construction de bâtiments ont été présentés. À la fin de 2013, il est notoire que le grand nombre de bâtiments dans la ville, estimé à plus de 100. Paraná est la ville la plus grande et la plus peuplée de la province d'Entre Ríos.
L'exubérant environnement naturel contribue a ce développement touristique. Un parc étendu et soigné, le Parque Urquiza, fait communiquer la ville située sur les hauteurs au-dessus des berges, avec la rive basse du río Paraná. Le Parque Nuevo, une extension du Parque Urquiza, avec une importante végétation autochtone, et le Parque de la Costa (à 5 km de la ville), un milieu complètement naturel, avec des sentiers qui pénètrent dans l'épaisseur de la forêt sauvage sont aussi de grande importance pour le développement d'un tourisme écologique. Étant donné la position élevée de la ville (quelque 50 mètres de hauteur en moyenne au-dessus du Paraná), il y a des vues superbes depuis différents points de celle-ci.

### Plaza Primero de Mayo
La place du Premier Mai est la place centrale et principale de la ville de Paraná. Elle se trouve dans le quartier délimité par les rues : Urquiza, San Martín (piétonnier), Monte Caseros et 25 de Mayo. Autour de celle-ci se trouvent de nombreux édifices d'importance : la cathédrale, le palais municipal, l'édifice des Postes argentines, le siège de la banque d'Entre Ríos, l'école normale Jose María Torres, le collège del Huerto (siège du congrès de la Confédération argentine). Il y a en outre des commerces, des restaurants et des hôtels.
L'endroit où se trouve actuellement la place, était occupé par un fort qui servait en son temps de protection face aux indigènes.
La place porta différents noms : Plaza Mayor, Plaza del Orden et Plaza Principal avant de recevoir son nom actuel, Plaza primero de Mayo, en souvenir du pronunciamiento du Général Urquiza contre le maître de l'Argentine d'alors Juan Manuel de Rosas, et ce le 1er mai 1851.
Sur la place furent édifiés divers monuments :
- Un monument au libérateur Général Don José de San Martín : décidé en 1908 et inauguré le 25 mai 1910. C'est en fait une reproduction de l'original du sculpteur français Louis J. Daumas. Un grenadier de bronze et de granit est dressé devant le monument au pied de la figure équestre.
- Le descendant du pin de San Lorenzo : situé face à la cathédrale, dans la rue Monte Caseros, cet exemplaire est le descendant, obtenu par semence, du fameux pino de San Lorenzo ou pino de San Martín.

## Climat
Paraná a un climat tempéré pampéen, avec une température moyenne de 18 °C (annuelle) et un total annuel de précipitations qui ne dépasse pas 1250 mm. En été, la température moyenne dans la ville est de 23 °C, avec des pointes maximales de 37 et des minimales de 10 °C, avec un niveau moyen de précipitations (moyenne saisonnière de 400 mm). En hiver, la température descend en dessous de 0 °C, provoquant des gelées, avec des maximums de 18 et des minimums de 5 °C, avec de faibles précipitations (moyenne saisonnière de 100 mm). L'humidité relative annuelle moyenne est de 73 %.

## Transports
Sa position géographique stratégique en fait un centre de convergence de nombreuses routes qui la font communiquer avec la région, le pays et d'autres pays. Dans ce réseau routier, la construction du tunnel sub-fluvial Raúl Uranga-Carlos Sylvestre Begnis appelé Hernandarias depuis son inauguration en 1969 jusqu'en 2001, qui relie le Paraná à Santa Fe, a été vitale. Une nouvelle gare routière et son aéroport la relient à de nombreuses destinations terrestres et aériennes. Le développement du chemin de fer est naissant, et destiné au transport de marchandises. Le port est inactif et reçoit occasionnellement des bateaux de croisière et des navires de passage. Lors des célébrations du bicentenaire de la ville (25 juin 2013), la présidente Cristina Fernández de Kirchner, le gouverneur d'Entre Ríos, Sergio Urribarri et le gouverneur de Santa Fe, Antonio Bonfatti ont signé un accord pour la construction du futur Pont Santa Fe-Paraná,.

### Autobus
La ville est desservie par 23 lignes de bus (autobus) réglementées par la municipalité (selon les normes promulguées par le Conseil délibérant, par le biais du mécanisme de concession). Par ailleurs, le système de transport public de passagers de la ville de Paraná est conforme aux services offerts par la compagnie d'autobus Buses Paraná U.T.E. (Transporte Mariano Moreno S.R.L. et ERSA Urbano S.A.). Les lignes de bus relient la plupart des quartiers et localités proches (Colonia Avellaneda, Oro Verde, San Benito, Sauce Montrull, Tezanos Pinto et Villa Fontana).

### Trains
Il existe actuellement un service interurbain Tren Ligero qui s'arrête à certains endroits le long de son parcours.

## Personnalités
- Osvaldo Dragún, dramaturge et metteur en scène ;
- Martín Castrogiovanni, joueur de rugby à XV ;
- Matías Russo, pilote automobile ;
- Roberto Ayala, footballeur argentin.

## Religion
| Archidiocèse | Paraná |
| ------------ | --- |
| Paroisses    | cathédrale Notre-Dame-du-Rosaire de Paraná, Église de San Miguel, Sagrado Corazón de Jesús, Nuestra Señora del Carmen, Nuestra Señora de la Piedad, Nuestra Señora de Fátima, Santa Teresita del Niño Jesús, Santa Rafaela María del Sagrado Corazón de Jesús, San Juan Bosco y Santo Domingo Savio, Virgen María de la Medalla Milagrosa, San Cayetano, San Roque, Nuestra Señora de Lujan, San Ana, San José Obrero, San Francisco de Borja, Santa Lucía, Santo Domingo Savio, Nuestra Señora del Rosario de Pompeya, San Agustín, San Juan Bautista, Cristo Peregrino y Santo Domingo de Guzmán, Nuestra Señora de Guadalupe, Inmaculado Corazón de María |